# Antoine Louaraz
Antoine Louaraz (en italien Antonio Louaraz d'Arville), né en 1791 ou en 1792 et décédé le 22 juillet 1861 à Arvillard, est un avocat et un homme politique savoyard du royaume de Sardaigne.

## Biographie

### Origine et formation
Issu d'une famille de maîtres de forges originaire du village d'Allevard en Dauphiné, il est le fils de Jacques Louaraz, syndic d’Arvillard et de Marguerite Grasset. Antoine Louaraz nait le 22 novembre 1791 ou en 1792,.
Après des études de droit à l'Université de Genève, il obtient son diplôme en 1811 et devient avocat.

### Carrière politique
Antoine Louaraz est élu cinq fois député de la Savoie entre 1848 et 1860 pour le collège de Montmélian. Libéral, ami de Camillo Cavour, il perd face au conservateur Stéphane Leblanc, mais l'élection est annulée pour « ingérence cléricale ». Au cours de son mandat, il est secrétaire de la Chambre de 1854 à 1857 et membre de la Commission du budget en 1857.
Son amitié avec Cavour ne l'empêche pas de s'opposer au traité de commerce avec la France, présenté par le comte en 1852 sur le prix du vin importé de France. Ceci s'explique parce qu'une partie de son électorat faisait commerce du vin local.
Il s'oppose avec Joseph-Melchior de Livet au projet des députés Bastian et Jacquier-Châtrier d'étendre la zone franche aux provinces du Chablais et du Faucigny.
Antoine Louaraz meurt, peu de temps après l'annexion de la Savoie à la France, le 22 juillet 1861, à Arvillard,.

### Vie privée
En 1853, il est témoin de mariage entre Joseph Blais et Adèle Grasset, à Arvillard.

## Décoration
Antoine Louaraz a été fait :
- Chevalier de l'ordre des Saints-Maurice-et-Lazare